# سد البرتو لراس
سد البرتو لراس (به اسپانیایی: Alberto Lleras Dam) یک سد خاکی در کلمبیا است که در Guavio Province واقع شده‌است.